# Ондо (штат)
Ондо (англ. Ondo, йоруба Oǹdó) — штат в юго-западной части Нигерии, в историко-культурном плане относится к Йорубаленду. 25 по площади и 18 по населению штат Нигерии. Административный центр штата — город Акуре.

## Административное деление
Штат делится на 18 районов местного управления:
- Северо-Восточный Акоко (Адм. центр — Икаре)
- Северо-Западный Акоко
- Юго-Восточный Акоко
- Юго-Западный Акоко
- Южный акуре
- Северный акуре
- Эсе-одо
- Иданре
- Ифедоре
- Иладже
- Иле-Олуджи
- Иреле
- Одигбо
- Окитипупа
- Восточный Ондо
- Западный Ондо
- Осе
- Ово

## Экономика
Ондо — аграрный штат, специализирующейся на выращивании какао и хлопка. В штате также развита пищевая промышленность.